# Matz Hammarström
Matz Hammarström, né le 7 novembre 1959 à Västerås, est un homme politique suédois. Il est co-porte-parole du Parti de l'environnement Les Verts de 2000 à 2002. Il est par ailleurs membre du Riksdag de 1998 à 2002.